# Daniel Devita
Daniel Devita, también conocido como Doble D, (21 de septiembre de 1991), es un cantante, rapero, músico y escritor argentino. Es considerado como uno de los exponentes más relevantes del hip hop con contenido político en español y la fusión del mismo con diferentes ritmos musicales, los cuales van desde el heavy metal a sonidos autóctonos, originarios y folklóricos de la región.
Durante sus 15 años de actividad ha dado infinidad de conciertos, editado nueve álbumes y encabezado varias campañas de concientización social. Compartió escenario con figuras como Roger Waters, Liliana Herrero, Teresa Parodi, Bersuit Vergarabat y colaboraciones con artistas como Piero, el ex Megadeth Marty Friedman, Claudio El Tano Marciello, entre otros. 
En el año 2019 fue distinguido con el premio Oesterheld como Patriota del Pueblo y en el año 2022 con el Premio Azucena que otorga el Centro de Estudios Azucena Villaflor.

## Discografía

### Maquetas
- Doble D (2011)
- El último bastión del hardcore (Recopilatorio 2008-2012)
- Letras nada más (2013)
- Sed de justicia (2014)

### Con La Orden
- La Orden (2013)
- Donde reina el caos (Inédito)

### Colaboraciones
- Parodia - 2010 (Junto al Espectro para el mixtape "Por favor una colaboración)
- Armagedón cotidiano - 2011 (Junto a Emanuel Víctor para el disco "Welcome to my flight")
- Revolución - 2014 (Junto a Andree y Hedras Ramos para el disco "To the happy few")
- Cantores del ocaso - 2015 (Junto a El Protagonista para el disco "Las cartas sobre la mesa")

### Discos oficiales
- Patria en la mira (2016)
- Anomalías del sistema (2017)
- La madre de todas las batallas (2018)
- Rap político (2019)
- Latinoamérica en disputa Vol I (2019)
- Latinoamérica en disputa Vol II (2020)
- Patria Grande (2021)
- 12 Campanadas (2022)
- Dolor & Deseo (2024)